# Asymphylodora tentaculata
Asymphylodora tentaculata är en plattmaskart. Asymphylodora tentaculata ingår i släktet Asymphylodora och familjen Lissorchiidae. Inga underarter finns listade i Catalogue of Life.